# 1948年の航空
< 1948年
1947年の航空 - 1948年の航空 - 1949年の航空

## 航空に関する出来事
- 1月23日 - オーストラリアの軽輸送機、デ・ハビランド・オーストラリア DHA-3 Droverが初飛行した。
- 2月4日 - アメリカ空軍に、軍事航空輸送部（Military Air Transport Service：MATS）が創設された。
- 2月18日 - スペインの航空会社、Aviacoが創立された。

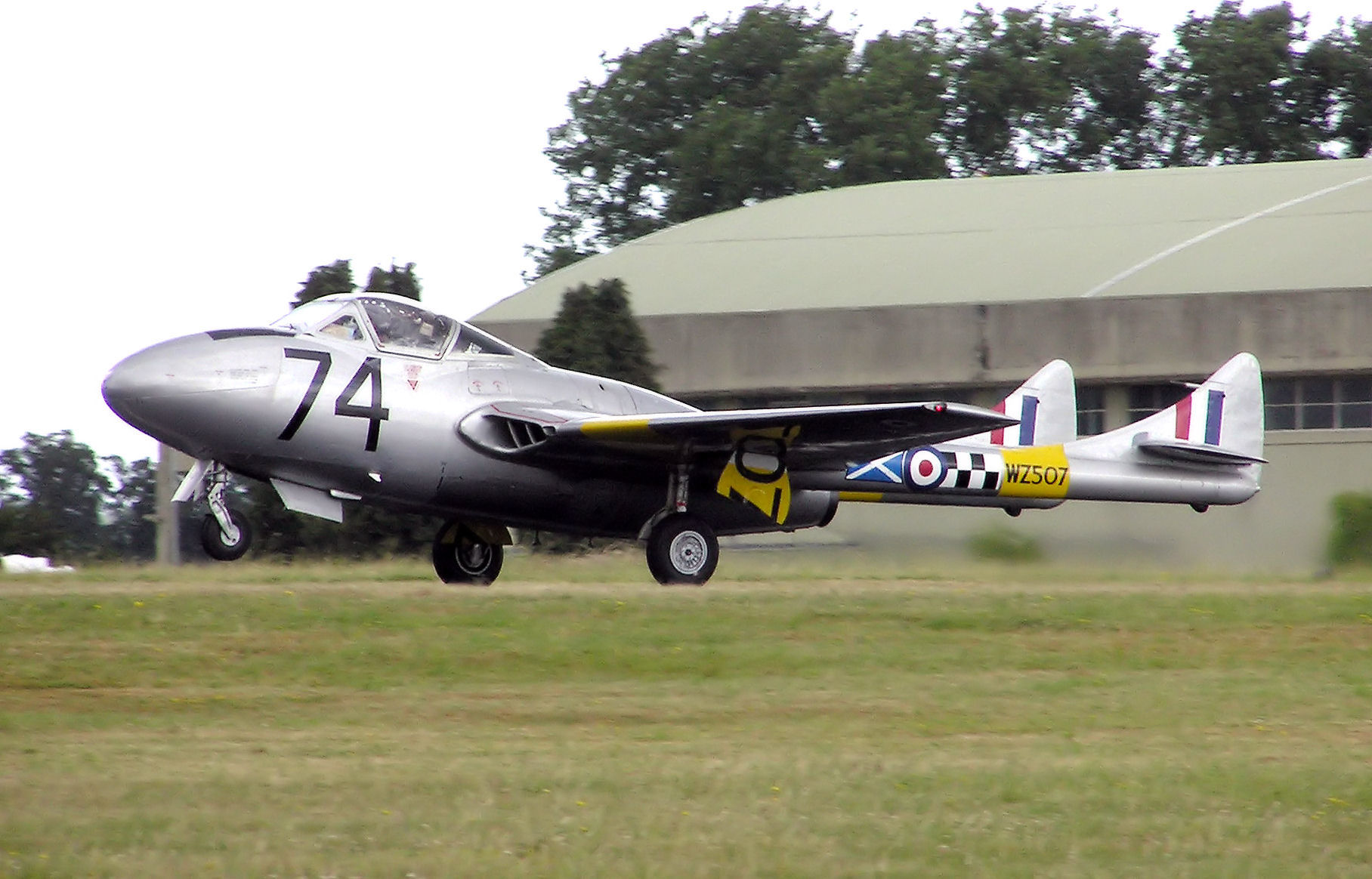
バンパイアT.11

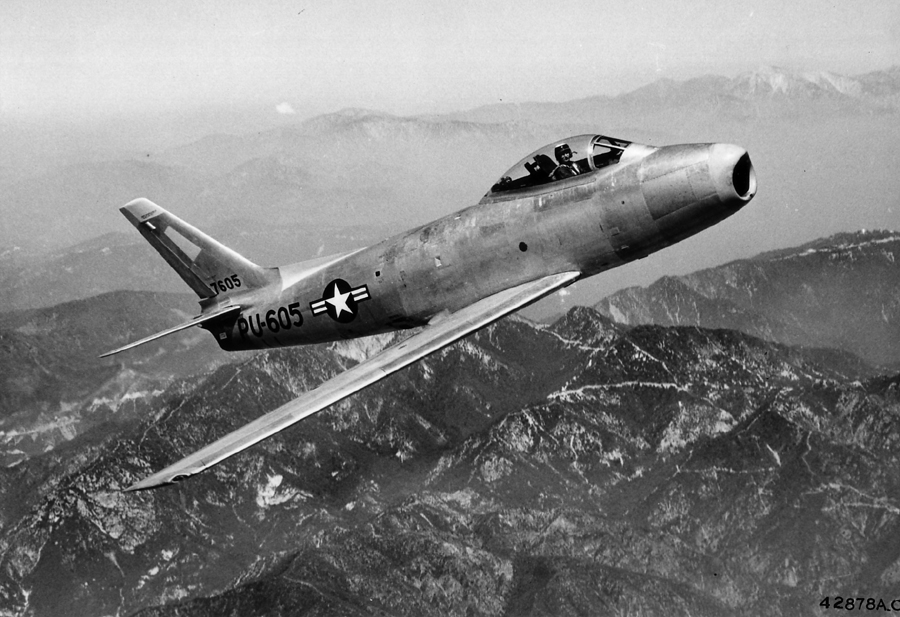
F-86A

- 3月23日 - ジョン・カニンガムが操縦するデ・ハビランド バンパイアが、18,119 mの高高度飛行記録を樹立した。
- 3月26日 - フランスの軸流圧縮式ターボジェットエンジン、スネクマ アターの原型ATAR 101が開発された。
- 4月25日 - F-86 セーバーのプロトタイプが、緩降下で音速を超えた。
- 4月28日 - エールフランスのロッキード コンステレーションによって、最初のニューヨーク - パリ間の無着陸商業飛行が開始された。
- 5月29日 - イスラエル空軍に最初の戦闘機部隊101戦隊が作られ、ルー・レナート、モルデハイ・アロン、エゼル・ヴァイツマン 、エディー・コーエンの4人のパイロットがアヴィア S-199でアラブ軍を攻撃した。
- 6月15日 - 第二次世界大戦後初の100%フランス製のヘリコプター、SE.3101が初飛行した。
- 6月16日 - マカオを出発した、キャセイ・パシフィック航空の「ミス・マカオ号」が乗客を人質に身代金を奪う目的でハイジャックした4人の犯人によって、機長、副操縦士が射殺され、墜落し、犯人の1人を除いて25人が犠牲となった。（「キャセイ・パシフィック航空機ハイジャック事件」）
- 6月24日 - ソビエトによるベルリン封鎖が始まる。
- 6月26日 - 封鎖されたベルリンに向けて、アメリカ空軍のC-47が最初の空輸を行った。ベルリン空輸は1949年9月30日まで続けられた。
- 6月28日 - Basil Arkellによって、フェアリー ジャイロダインによって200 km/hのヘリコプターの速度記録が作られた。
- 7月16日 - イギリスの旅客機、ビッカース バイカウントが初飛行した。
- 7月31日 - ニューヨーク国際空港（後のジョン・F・ケネディ国際空港）が開港した。
- 8月23日 - 爆撃機に搭載されるパラサイトファイター、マクダネルXF-85 ゴブリンが試作された。
- 9月1日 - スウェーデンの戦闘機、サーブ J29 が初飛行した。
- 9月6日 - イギリスのパイロット、ジョン・デリーが実験機、デ・ハビランド DH.108で降下中に、音速を突破した。イギリス機として最初の音速突破である。
- 9月15日 - リチャード・ジョンソン大尉の操縦するF-86 セーバーが、1,079.84 km/hの速度記録を樹立した。
- 10月30日 - 大韓民国初の民間航空会社、大韓国民航空社の最初の旅客便がソウルから釜山の間に就航した。
- 11月15日 - イスラエルの航空会社、エル・アル航空が設立された。
- 12月16日 - オーストリア海軍がイギリス海軍のマジェスティック級航空母艦2番艦、テリブル (HMS Terrible, R93) を購入した、オーストラリア海軍最初の空母シドニーが就役した。

## 1948年に初飛行した機体の画像

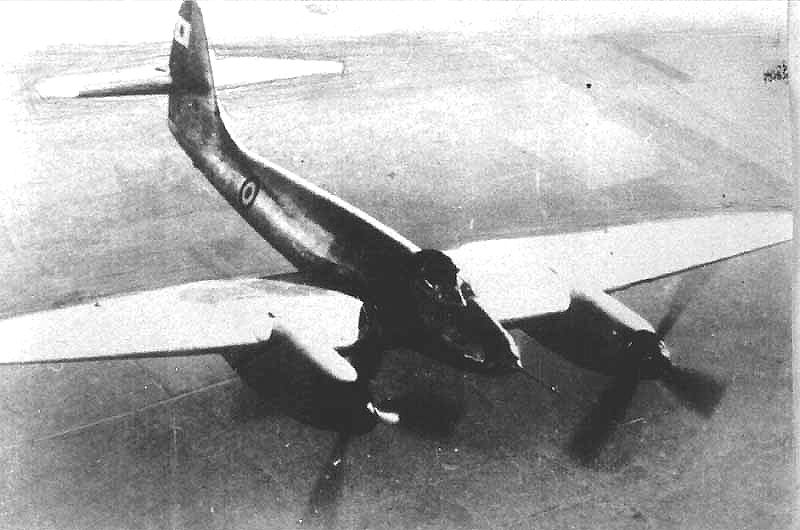
I.Ae. 30 ナンク （7月17日 ）
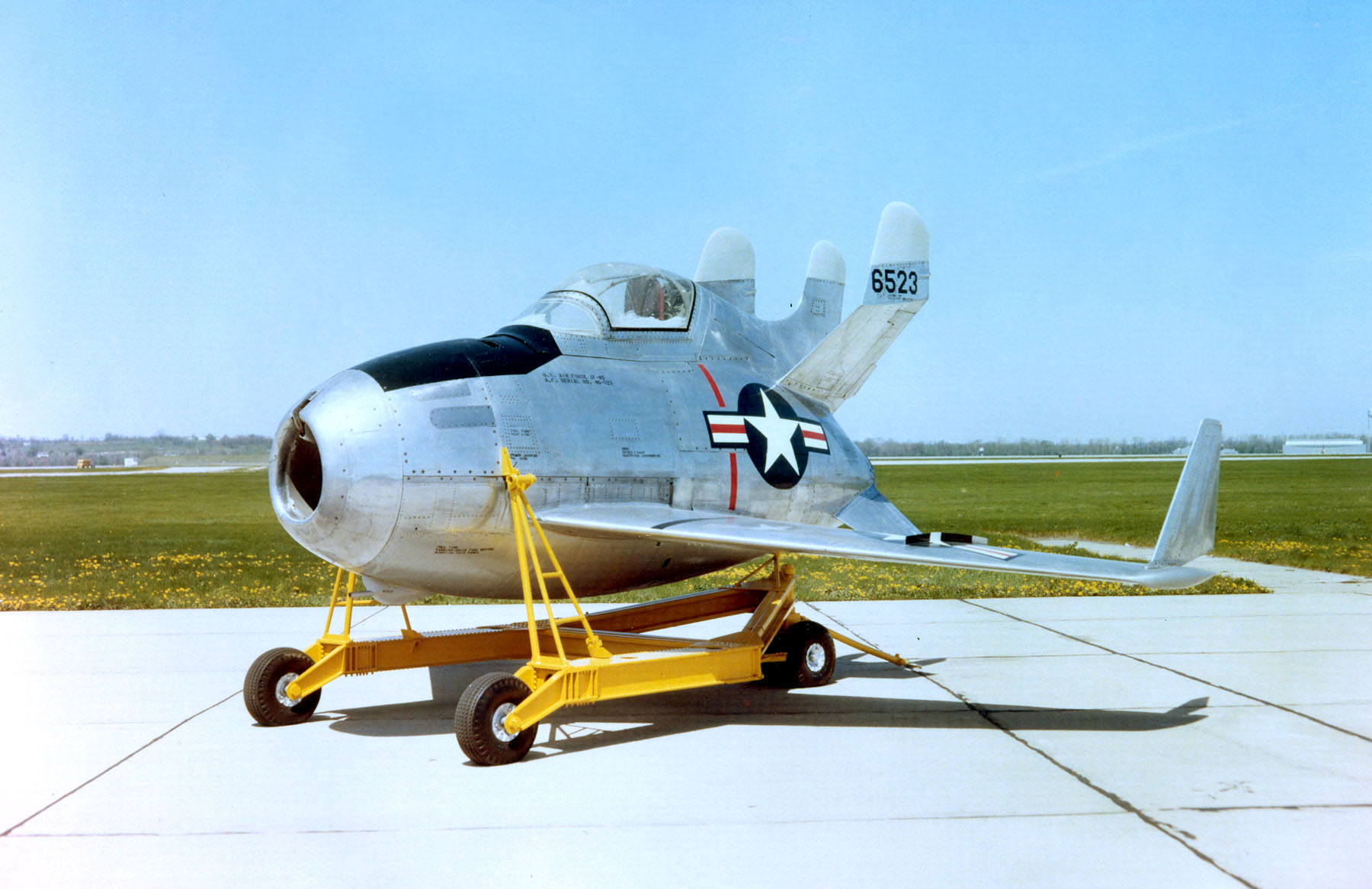
マクダネルXF-85ゴブリン （8月23日 ）
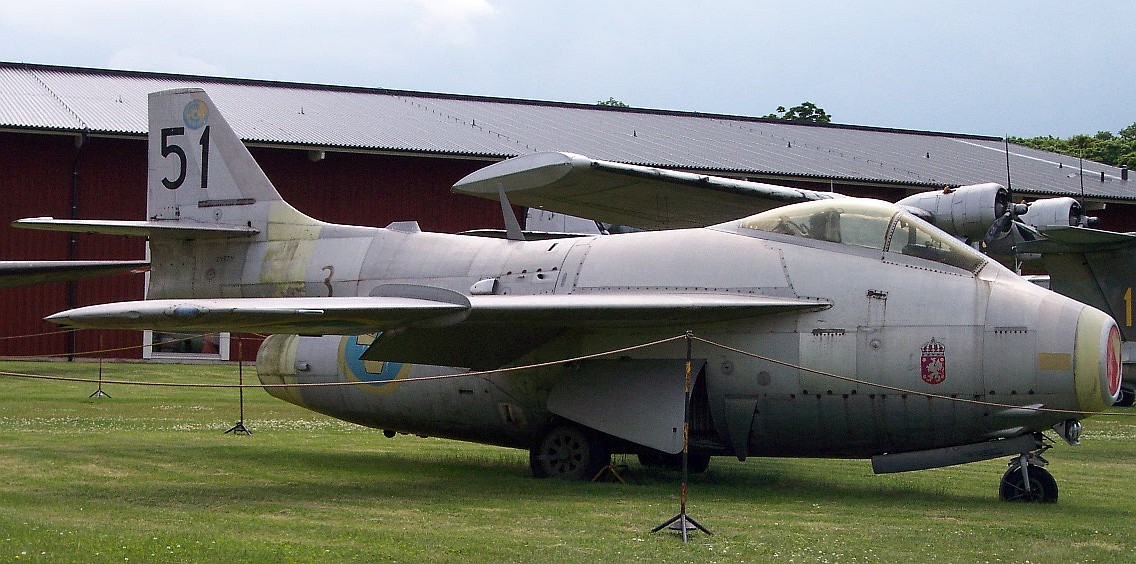
サーブ 29 トゥンナン （9月1日 ）

## 航空に関する賞の受賞者
- デラボー賞：リチャード・ジョンソン (USA)
- イギリス飛行クラブ金賞：ジョン・デリー